# Улица Мартына Небабы (Чернигов)
Улица Мартына Небабы (укр. Вулиця Мартина Небаби) — улица в Новозаводском районе и частично Деснянском районе города Чернигова, исторически сложившаяся местность (район) Красный Хутор. Пролегает от улицы Любечская до тупика возле Кирпичной улицы.
Примыкают улицы Андрея Мовчана, Длинная, Круговая, Прокоповича, Красная, Василия Прохорского, Святомихайловская (Декабристов), 1 Гвардейской армии, Кармелюка, проспект Мира.
По названию улицы именуется остановка общественного транспорта, расположенная на проспекте Мира.

## История
В 1920-е годы в западном направлении от улицы Т. Г. Шевченко (современный проспект Мира) была проложена Новошевченковская улица. В 1930-е годы в восточном направлении от улицы Т. Г. Шевченко была проложена Кирпичная улица. Также в 1930-е годы была проложена улица Ницберга — в честь уездного военкома, участника Гражданской войны Якова Абрамовича Ницберга — которая сменяла в западном направлении Новошевченковскую улицу.
В 1955 году Улица Ницберга, Новошевченковская улица, часть (её конец) Кирпичной улицы были объединены в единую улицу Боженко — в честь участника Гражданской войны 1918—1922 годов Василия Назаровича Боженко.
12 февраля 2016 года улица получила современное название — в честь черниговского полковника времён национально—освободительной войны на Северщине  1648—1651 годов Мартына Небабы, согласно Распоряжению городского главы В. А. Атрошенко Черниговского городского совета № 46-р «Про переименование улиц и переулков города» («Про перейменування вулиць та провулків міста»)

## Застройка
Улица пролегает в северо-восточном направлении, затем (после примыкания Длинной улицы) — юго-восточном к ручью в Черторыйском овраге, далее (перед примыканием улицы Декабристов) — северо-восточном направлении параллельно улице Пугачёва. Под улицей на перекрестке с улицей Декабристов в коллекторе проходит ручей Черторыйка.
Парная и непарная стороны заняты усадебной застройкой, только конец улицы (после пересечения с проспектом Мира) — многоэтажная жилая застройка (9-этажные дома) и нежилая застройка. 
|                           |                              |                                                                       |                                      |
| в направлении Декабристов | в направлении проспекта Мира | перекрёсток с проспектом Мира — начало бывшей Новошевченковской улицы | конец улицы — бывшая Кирпичная улица |
|                           |                              |                                                                       |                                      |
| дом № 69                  | дом № 87                     | дом № 91/110                                                          | дом № 92/108                         |

Учреждения:
1. дом № 106 — Черниговская мебельная фабрика[6]